# Oscilacija
Oscilacija je periodično menjanje neke fizičke veličine, ponavljanje niza stanja u određenim vremenskim razmacima (intervalima). Oscilacija je skup svih stanja ili vrednosti koje poprima periodička veličina ili funkcija do svojeg ponavljanja. (Oscilacije u širem smislu mogu biti i neperiodične promene.)
Matematički je najjednostavnije sinusno oscilovanje. Trenutna vrednost veličine koja sinusno osciluje data je jednačinom:
{\displaystyle x(t)=A\cdot \sin \left({\frac {2\cdot \pi \cdot t}{T}}+\phi \right)}
gde je: t - (vreme) nezavisna promenjiva (promenljiva), a A, T i φ su konstantne veličine. Trenutna vrednost x naziva se elongacija (trenutna udaljenost materijalne tačke koja osciluje od ravnotežnoga položaja), A je amplituda (maksimalna vrednost elongacije), T je vreme trajanja jedne oscilacije ili period oscilovanja. Vrednost f = 1/T je broj oscilacija u jedinici vremena ili frekvencija. Argument (2πt/T + φ) je fazni ugao i određuje trenutačno stanje oscilacije. Na početku oscilovanja (t = 0) fazni ugao je φ i naziva se početni fazni ugao. Polazna vrednost stanja može se odabrati i tako da je početni fazni ugao jednak nuli.
Menjaju li se amplituda i faza vremenski polagano u poređenju sa trajanjem jedne oscilacije, oscilovanje je srodno sinusnom oscilovanju. Ako se amplituda oscilovanja menja, govori se o oscilovanju s modulisanom amplitudom; koleba li se pak frekvencija, radi se o oscilovanju s modulisanom frekvencijom. Oscilovanja koja su istovremeno istofrekventna i istofazna nazivaju se sinhrona oscilovanja. Podudaraju li se frekvencije dva oscilovanja, javlja se interferencija koja može dovesti do rezonancije. Dve oscilacije bliskih frekvencija daju udare. Frekvencija udara jednaka je apsolutnoj vrednosti razlike frekvencija te dve oscilacije.
Pojave oscilovanja vrlo su česte. Tako na primer oscilovanjem vazdušnih čestica nastaje ton. Oscilovanje električnog naboja proizvodi celi spektar elektromagnetnih talasa, od gama-zračenja do radio talasa.
Posebni oblici oscilovanja su periodično oscilovanje i harmonijsko oscilovanje koja se mogu matematički jednostavno prikazati i analizirati.

## Oscilacije
Oscilacije (kasnolatinski oscillatio: njihanje), generalno znači kolebanja, nestalnost (oscilacije tečaja, oscilacije temperature). Oscilacije, u fizici, događanje je kod koga se neki fizički sistem ili neka pojava nakon promene vraća u početno stanje. Najveće odstupanje od nekoga početnog stanja naziva se amplitudom. Za oscilacije žice, štapa, membrane ili za periodične promene električne struje koristi se pojam oscilovanje, a za oscilacije mehaničkog sistema s malim amplitudama pojam vibracije. Širenjem oscilacija u prostoru nastaju talasi (elektromagnetni, morski, zvučni). U geofizici, oscilacije Zemlje nazivaju se potres.

### Vibracije
Vibracije (kasnolat. vibratio: drhtanje, treperenje) je periodično ili ciklično kretanje mehaničkih sistema (mašina, građevina i drugog) oko ravnotežnog položaja prouzrokovano spoljašnjom periodičnom silom ili otklonom iz ravnotežnog položaja. Za razliku od oscilovanja, vibracije se javljaju s relativno malim otklonima od ravnotežnog položaja s obzirom na razmere mehaničkog sistema. U svakoj se oscilaciji potencijalna energija sistema pretvara u kinetičku i obrnuto, uz delimičan gubitak energije zbog otpora i trenja, koja u obliku toplote napušta sistem.

## Mehaničko oscilovanje
Oscilovanje počinje kad se telo izvede iz položaja ravnoteže. Kad se telo kreće u jednom smeru, na njega u suprotnom smeru deluje elastična sila  koja ga vraća u položaj ravnoteže (na primer oscilovanje opruge).
Ubrzanje tela je promenljiva i raste s udaljavanjem od položaja ravnoteže:
{\displaystyle m\cdot a=-k\cdot l}
{\displaystyle a=-{\frac {k}{m}}\cdot l}
gde je l udaljenost tela od položaja ravnoteže – elongacija.
Najveća elongacija je amplituda oscilovanja i označava se s X0, A ili Y0.
Vreme potrebno za jednu oscilaciju je T – period:
{\displaystyle T={\frac {t}{N}}}
gde je t proteklo vreme, a N broj oscilacija.
Odnos broja oscilacija i proteklog vremena je ν ili  – frekvencija oscilovanja:
{\displaystyle \nu ={\frac {N}{t}}={\frac {N}{N\cdot T}}={\frac {1}{T}}}
Što je period oscilovanja manji (kraći), to je frekvencija oscilovanja je veća (viša).

## Jednostavno harmonijsko oscilovanje
Najjednostavniji mehanički oscilujući sistem je teg pričvršćen za linearnu oprugu koja je podložna samo težini i napetosti. Takav sistem se može aproksimirati na vazdušnom stolu ili ledenoj površini. Sistem je u ravnotežnom stanju kada je opruga statična. Ako je sistem pomeren iz ravnoteže, postoji neto sila vraćanja na masu, koja teži da ga vrati u ravnotežu. Međutim, u pomeranju mase nazad u ravnotežni položaj, ona dobija momenat koji je drži da se kreće izvan tog položaja, uspostavljajući novu silu vraćanja u suprotnom smislu. Ako se sistemu doda konstantna sila kao što je gravitacija, tačka ravnoteže se pomera. Vreme potrebno da dođe do oscilacije se često naziva periodom oscilovanja.
Sistemi u kojima je sila vraćanja tela direktno proporcionalna njegovom pomeranju, kao što je dinamika sistema opruga-masa, matematički se opisuju jednostavnim harmonijskim oscilatorom, a redovno periodično kretanje je poznato kao jednostavno harmonijsko kretanje. U sistemu opruga-masa dolazi do oscilacija jer, pri pomeranju statičke ravnoteže, masa ima kinetičku energiju koja se pretvara u potencijalnu energiju uskladištenu u oprugi na krajnjim tačkama njenog puta. Sistem opruga-masa ilustruje neke zajedničke karakteristike oscilovanja, naime postojanje ravnoteže i prisustvo vraćajuće sile koja postaje sve jača što sistem dalje odstupa od ravnoteže.
U slučaju sistema opruga-masa, Hukov zakon navodi da je povratna sila opruge:
{\displaystyle F=-kx}
Koristeći Njutnov drugi zakon, može se izvesti diferencijalna jednačina:
{\displaystyle {\ddot {x}}=-{\frac {k}{m}}x=-\omega ^{2}x,}
where {\textstyle \omega ={\sqrt {k/m}}}
Rešenje ove diferencijalne jednačine proizvodi sinusoidnu funkciju položaja:
{\displaystyle x(t)=A\cos(\omega t-\delta )}
gde je ω frekvencija oscilovanja, A je amplituda, a δ je fazni pomak funkcije. Oni su određeni početnim uslovima sistema. Pošto kosinus beskonačno oscilira između 1 i −1, ovaj sistem opruga-masa bi zauvek oscilovao između pozitivne i negativne amplitude u odsustvu trenja.

## Dvodimenzionalni oscilatori
U dve ili tri dimenzije, harmonijski oscilatori se ponašaju slično kao u jednoj dimenziji. Najjednostavniji primer za to je izotropni oscilator, gde je sila vraćanja proporcionalna pomeranju iz ravnoteže sa istom restorativnom konstantom u svim pravcima.
{\displaystyle F=-k{\vec {r}}}
Ovo proizvodi slično rešenje, ali sada postoji drugačija jednačina za svaki pravac.
{\displaystyle {\begin{aligned}x(t)&=A_{x}\cos(\omega t-\delta _{x}),\\y(t)&=A_{y}\cos(\omega t-\delta _{y}),\\&\;\,\vdots \end{aligned}}}

### Anizotropni oscilatori
Sa anizotropnim oscilatorima, različiti pravci imaju različite konstante povratnih sila. Rešenje je slično izotropnim oscilatorima, ali postoji drugačija frekvencija u svakom pravcu. Promena frekvencija u relativno jedna na drugu može dati zanimljive rezultate. Na primer, ako je frekvencija u jednom smeru dvostruko veća od frekvencije u drugom, proizvodi se obrazac osmice. Ako je odnos frekvencija iracionalan, kretanje je kvaziperiodično. Ovo kretanje je periodično na svakoj osi, ali nije periodično u odnosu na r i nikada se neće ponoviti.

## Literatura
- Serway, Raymond A.; Jewett, John W. (2003). Physics for Scientists and Engineers. Brooks/Cole. ISBN 0-534-40842-7.
- Tipler, Paul (1998). Physics for Scientists and Engineers: Vol. 1 (4th изд.). W. H. Freeman. ISBN 1-57259-492-6.
- Wylie, C. R. (1975). Advanced Engineering Mathematics (4th изд.). McGraw-Hill. ISBN 0-07-072180-7.
- Hayek, Sabih I. (15. 4. 2003). „Mechanical Vibration and Damping”. Encyclopedia of Applied Physics. WILEY-VCH Verlag GmbH & Co KGaA. ISBN 9783527600434. doi:10.1002/3527600434.eap231.
- Elmer, Franz-Josef (20. 7. 1998), Nonlinear Resonance, University of Basel, Архивирано из оригинала 13. 6. 2011. г., Приступљено 28. 10. 2010
- Tongue, Benson, Principles of Vibration, Oxford University Press, 2001,  0-19-514246-2
- Inman, Daniel J., Engineering Vibration, Prentice Hall, 2001,  0-13-726142-X
- Thompson, W.T., Theory of Vibrations, Nelson Thornes Ltd, 1996,  0-412-78390-8
- Hartog, Den, Mechanical Vibrations, Dover Publications, 1985,  0-486-64785-4
- Reynolds, Douglas D. (2016). Engineering Principles of Mechanical Vibration. (на језику: енглески) (4th изд.). Bloomington, Indiana, USA: Trafford On Demand Publishing. стр. 485. ISBN 978-1-4907-1437-0.
- Manarikkal, I., Elsaha, F., Mba, D. and Laila, D. Dynamic Modelling of Planetary Gearboxes with Cracked Tooth Using Vibrational Analysis, (2019) Advances in Condition Monitoring of Machinery in Non-Stationary Operations, p 240–250, Springer, Switzerland;
- Fowles, Grant R.; Cassiday, George L. (2005). Analytical Mechanics (7th изд.). Thomson Brooks/Cole. ISBN 0-534-49492-7.
- Taylor, John R. (2005). Classical Mechanics. University Science Books. ISBN 1-891389-22-X.
- Thornton, Stephen T.; Marion, Jerry B. (2003). Classical Dynamics of Particles and Systems (5th изд.). Brooks Cole. ISBN 0-534-40896-6.
- Walker, Jearl (2011). Principles of Physics (9th изд.). Hoboken, New Jersey: Wiley. ISBN 978-0-470-56158-4.
- Bach, Roger; Pope, Damian; Liou, Sy-Hwang; Batelaan, Herman (2013-03-13). „Controlled double-slit electron diffraction”. New Journal of Physics. IOP Publishing. 15 (3): 033018. ISSN 1367-2630. doi:10.1088/1367-2630/15/3/033018.

## Spoljašnje veze
- Mediji vezani za članak Oscilacija na Vikimedijinoj ostavi